# Ломас-де-Самора
Ло́мас-де-Само́ра (ісп. Lomas de Zamora) — місто в аргентинській провінції Буенос-Айрес, частина міської агломерації Великий Буенос-Айрес, адміністративний центр округу Ломас-де-Самора.

## Історія

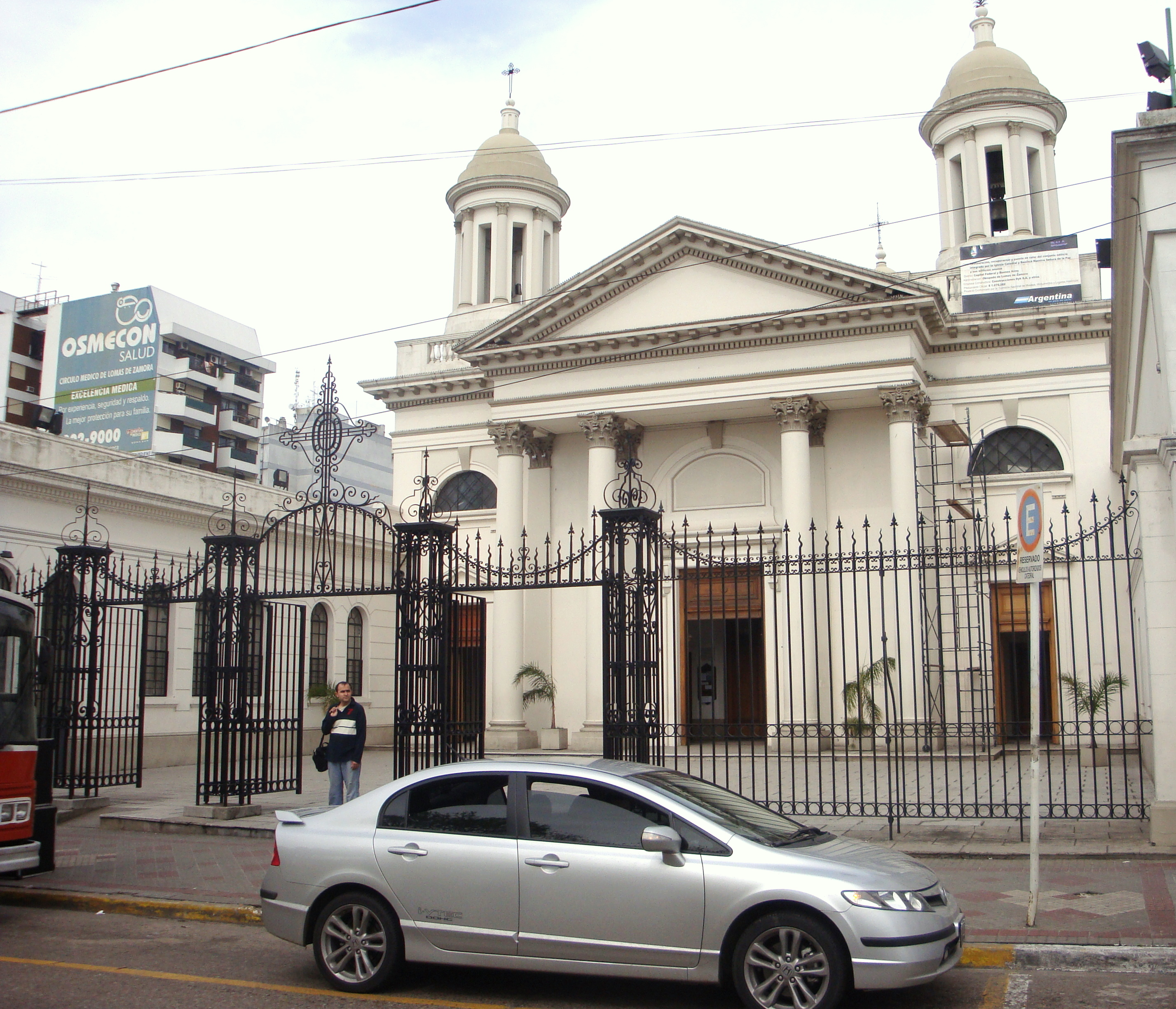
Кафедральний собор Ломас-де-Самора

До приходу європейських завойовників землі, де нині знаходиться Ломас-де-Самора були заселені індіанцями гуарані. Після заснування Буенос-Айреса навколишні землі були розділені між соратниками Хуана де Гарая. 1736 року власником цих земель став капітан Хуан де Самора, прізвище якого згодом успадкувало місто. 1765 року Самора продав свої землі єзуїтській колегії, але вже через два роки єзуїти були вигнані з усіх іспанських колоній. 1778 року землі було продано на аукціоні.
8 серпня 1825 року до Ломас-де-Самора прибула група з 250 шотландців, яким губернатор провінції продав ці землі під забудову.
Перша школа у поселенні розпочала роботу у листопаді 1859 року.
Поселення було офіційно засноване 1864 року під іменем Пуебло-де-ла-Пас (ісп. Pueblo de la Paz — мирне селище).
22 січня 1865 року було споруджено місцеву церкву роботи архітекторів Ніколаса і Хосе Канале.
14 серпня 1865 року у Ломас-де-Самора було відкрито залізничну станцію Південної залізниці.
1876 року розпочалося будівництво муніципалітету.

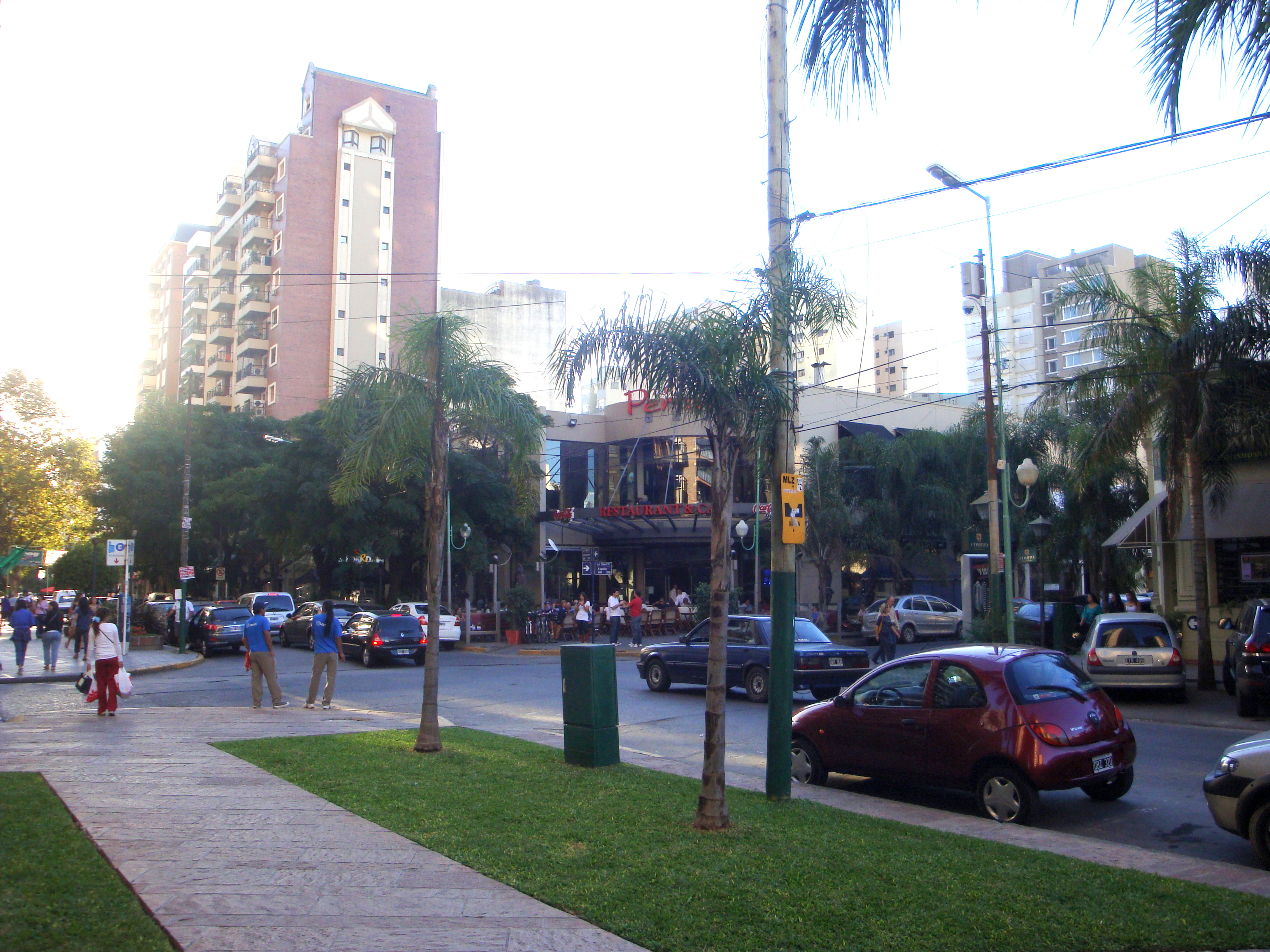
Лас-Ломітас

1887 року було збудовано телефонну станцію.
1888 року у Ломас-де-Самора було проведено вуличне освітлення.
5 червня 1906 року було відкрито лікарню «Hospital L. C. de Gandulfo».
1908 року до Ломас-де-Самори було проведено лінію електричного трамваю.
1910 року було збудовано водопровід, а 1922 року проведено газифікацію.
1910 року поселення отримало статус міста, а назву було змінено на Ломас-де-Самора (ісп. Lomas de Zamora — пагорби Самори).
1972 року у місті було відкрито Національний університет Ломас-де-Самори. Нині там навчається понад 42 000 студентів.
На початку 2000-х років у Ломас-де-Самора розпочався будівельний бум. За кілька років було зведено велику кількість хмарочосів, зокрема деякі до 100 м заввишки. Новий висотний район отримав назву Лас-Ломітас.

## Географія

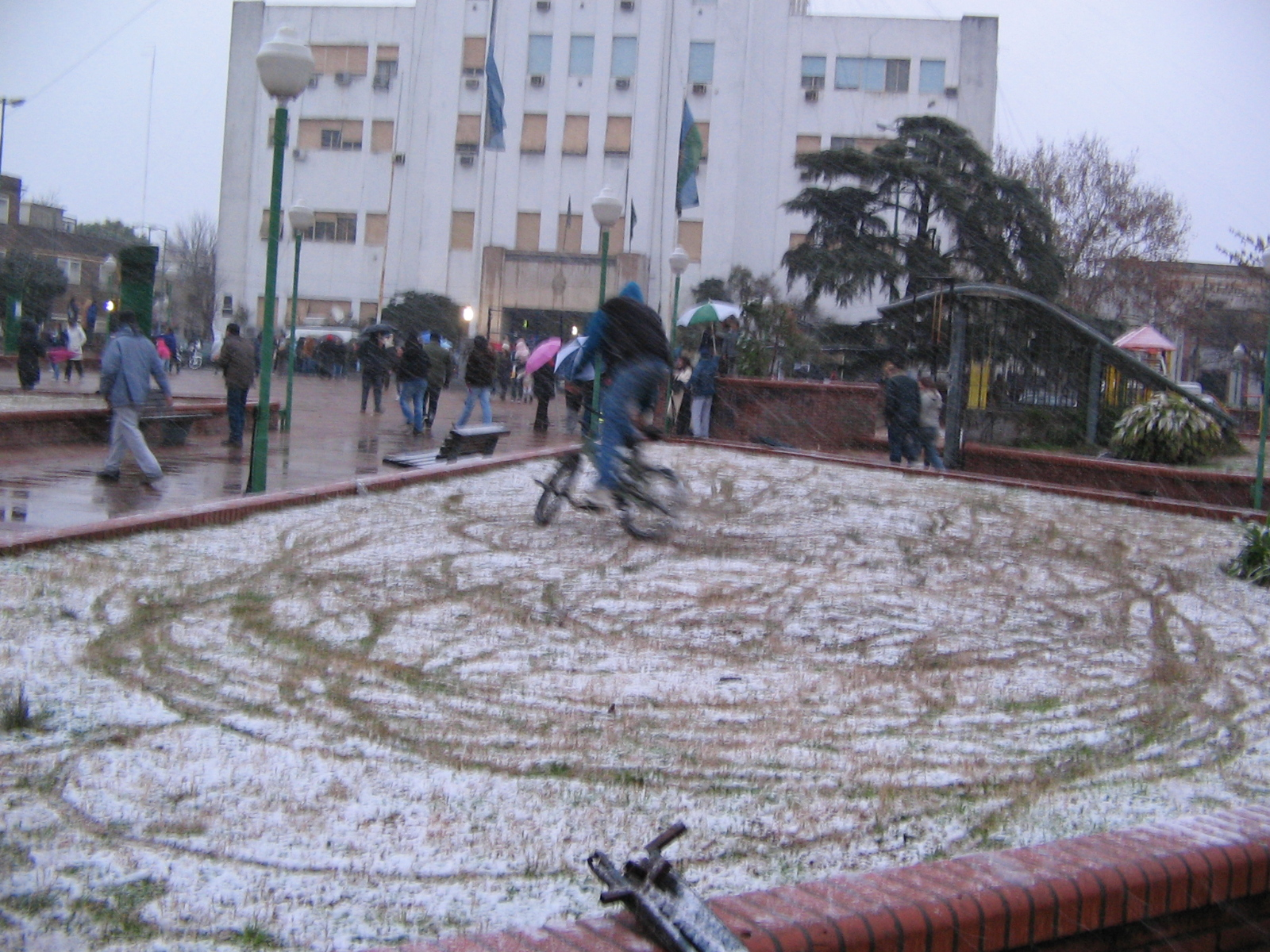
Сніг у Ломас-де-Самора

На півночі місто Ломас-де-Самора межує з містом Банфілд по вулиці Лас-Ерас. На півдні відділене вулицею Гарібальді від міст Темперлей і Льявальйоль. На заході по провінційній автотрасі № 4 проходить кордон з округом Естебан-Ечеверрія.
Ломас-де-Самора розташований на пагорбах в субтропічному природному поясі. Середня температура повітря в липні складає +11 °C, а в січні +24 °C, впродовж року 17,6 °C. Кількість опадів на території міста складає — 800—950 мм в рік.
У Ломас-де-Самора переважають такі вітри:
- Памперо з південного заходу, дуже холодний та сухий, переважає взимку
- південно-східний Судестада, переважає навесні і влітку, прохолодний і дуже вологий, часто приносить опади, які провокують підтоплення[7]

Снігопади не характерні для міста.
| Клімат Ломас-де-Самора                         | Клімат Ломас-де-Самора | Клімат Ломас-де-Самора | Клімат Ломас-де-Самора | Клімат Ломас-де-Самора | Клімат Ломас-де-Самора | Клімат Ломас-де-Самора | Клімат Ломас-де-Самора | Клімат Ломас-де-Самора | Клімат Ломас-де-Самора | Клімат Ломас-де-Самора | Клімат Ломас-де-Самора | Клімат Ломас-де-Самора | Клімат Ломас-де-Самора |
| Показник                                       | Січ.                   | Лют.                   | Бер.                   | Квіт.                  | Трав.                  | Черв.                  | Лип.                   | Серп.                  | Вер.                   | Жовт.                  | Лист.                  | Груд.                  |                        |
| Абсолютний максимум, °C                        | 43,3                   | 38,7                   | 37,9                   | 36                     | 31,6                   | 28,5                   | 30,2                   | 34,4                   | 34                     | 34                     | 36,8                   | 40,5                   |                        |
| Середній максимум, °C                          | 30,4                   | 28,7                   | 26,4                   | 22,7                   | 19                     | 15,6                   | 14,9                   | 17,3                   | 18,9                   | 22,5                   | 25,3                   | 28,1                   |                        |
| Середня температура, °C                        | 25,4                   | 24                     | 21,7                   | 18,2                   | 14,6                   | 11,6                   | 11,1                   | 13,1                   | 14,4                   | 17,7                   | 20,6                   | 23,2                   |                        |
| Середній мінімум, °C                           | 20,4                   | 19,4                   | 17                     | 13,7                   | 10,3                   | 7,6                    | 7,4                    | 8,9                    | 9,9                    | 13                     | 15,9                   | 18,4                   |                        |
| Абсолютний мінімум, °C                         | 5,9                    | 4,2                    | 2,8                    | −2,3                   | −4                     | −5,3                   | −5,4                   | −4                     | −2,4                   | −2                     | 1,6                    | 3,7                    |                        |
| Норма опадів, мм                               | 120                    | 122                    | 154                    | 115                    | 100                    | 50                     | 55                     | 65                     | 78                     | 140                    | 130                    | 114                    |                        |
| ---------------------------------------------- | ---------------------- | ---------------------- | ---------------------- | ---------------------- | ---------------------- | ---------------------- | ---------------------- | ---------------------- | ---------------------- | ---------------------- | ---------------------- | ---------------------- | ---------------------- |
| Джерело: http://www.smn.gov.ar/?mod=clima&id=5 |                        |                        |                        |                        |                        |                        |                        |                        |                        |                        |                        |                        |                        |

## Економіка
Ломас-де-Самора виробляє 2,5 % ВВП провінції Буенос-Айрес. Основною галуззю промисловості міста Ломас-де-Самора є виробництво металокераміки. У місті налічується 1080 промислових підприємств, 7557 комерційних організацій, 3660 постачальників послуг.

## Спорт
Ломас-де-Самора має розвинену спортивну інфраструктуру. Головними спортивними клубами міста є:
- Лос-Андес (ісп. Club Atlético Los Andes), головними напрямками роботи якого є футбол і волейбол. Футбольна команда Лос-Андес грала у першому дивізіоні чемпіонату Аргентини у 1967, 1968—1971 і 2000—2001 роках
- Ломас (ісп. Lomas Athletic Club), заснований 1891 року, перший в історії Аргентини чемпіон з футболу і регбі, багаторазовий чемпіон з жіночого хокею на траві[8].

## Транспорт
Ломас-де-Самора знаходить на відстані 13 км від Буенос-Айреса, з яким його поєднують автобусні маршрути 51, 74, 79, 140, 160, 165, 266. Маршрут 338 поєднує місто з Ла-Платою.
Також через Ломас-де-Самора проходить дві залізничні лінії: Буенос-Айрес — Есейса і Ломас-де-Самора — Мар-дель-Плата.
Головними автошляхами є національні траси № 210 і 205 та провінційні траси № 4 і 49.

## Уродженці
- Леандро Брей (*2002) — аргентинський футболіст, воротар.

- Іван Лещук (* 1996) — аргентинський футболіст.